# Ярослава Шейбалова
Ярослава Шейбалова (нар. 24 лютого 1964, Валтіце) — чеська політична діячка, член партії ТОП 09 з 2010 по 2013 рік. До терміну повноважень працювала директором Регіональної асоціації у Бржецлаві. На виборах 2010 року в Південно-Моравському краї була обрана членом палати депутатів парламенту Чеської Республіки. Її радником був Ладіслав Шустр, відомий за рахунок отримання у 2009 році хабаря, так звана справа «Закон на мільйон».
У вересні 2010 року Шейбалову звинуватили у зловживанні депутатськими компенсаціями, коли вона орендувала офісні приміщення в організації Орел, членом правління якої вона є, за ціною, вищою за ринкову. У вересні 2011 року була обрана віце-головою регіональної організації ТОП 09 у Південно-Моравському краї.

## Зовнішні посилання
- Ярослава Шейбалова на сайті партії ТОП 09